# 国家最高司法裁判所 (アルゼンチン)
国家最高司法裁判所（こっかさいこうしほうさいばんしょ、La Corte Suprema de Justicia de la Nación）は、アルゼンチン共和国の最上級司法機関である。アルゼンチン最高裁判所とも意訳される。首都ブエノスアイレスにある。
国家最高司法裁判所は1863年に設立された。アルゼンチンにおける終審裁判所である。
国家最高司法裁判所の裁判官は大統領により任命される。その身分は保障され、上院の弾劾によってのみ離職を求められる。